# Acanthomysis bowmani
Acanthomysis bowmani är en kräftdjursart som beskrevs av Modlin och María Cristina Orsi 1997. Acanthomysis bowmani ingår i släktet Acanthomysis och familjen Mysidae. Inga underarter finns listade i Catalogue of Life.